# Hundpsykolog
En hundpsykolog är en person som har utbildat sig för att kunna genomföra en hundproblemsutredning avseende problembeteende hos hundar, samt kunna ge hundägaren träningsråd, anvisningar och tips för att komma tillrätta med problemen. 
Hundpsykolog är ingen skyddad titel, detta medför att vem som helst kan kalla sig för detta. Vissa kallas även problemhundskonsult eller hundterapeut.

## Utbildning
Utbildningen kan till exempel ske genom:
- Praktik
- Föreläsningar
- Grupparbeten och enskilt arbete som redovisas muntligt och/eller skriftligt
- Egna projekthundar med utredning, träning, utvärdering och redovisning
- Litteraturstudier med skriftlig redovisning
- Slutprov, teoretiskt och praktiskt

Utbildningen skall innehålla[källa behövs]: 
- Problembeteenden; orsak och åtgärd, aggression, rädsla, jakt, separationsångest
- Etologi, hundens kroppsspråk och beteende, raskunskap, Metodik, inlärningspsykologi, klickerträning, Problembeteende kontra sjukdomar och smärta, Stress och dess inverkan på djur
- Pedagogik, psykologi och intervjuteknik

## Problemutredning
En problemutredning kan till exempel innehålla: 
- Analys av varför hunden gör som den gör och vad det är som utlöser beteendet.
- Kartläggning av stressfaktorer.
- Anamnes (sjukdomsbild) för att ta reda på om hunden lider av någon sjukdom.
- Kritisk analys för att se om brister föreligger i kontakten mellan hund och hundägare, kanske hundägaren omedvetet förstärker hundens oönskade beteende.
- Individuell tränings- och aktiveringsstrategi som hundägaren ska arbeta efter.
- Uppföljning av resultatet.

## Historia
Psykologen Anders Hallgren grundade på 1970-talet yrket hundpsykolog i Sverige. Han introducerade ett nytt sätt att arbeta med problemhundar. Detta yrke fick titeln hundpsykolog och första utbildningen startade 1978. Kännetecknande för detta sätt att utreda och träna hund är en helhetssyn och att se bakom problemen. Eftersom den tidens hundträning byggde på hårda tag och inlärning baserad på korrigeringar blev detta med mjuka metoder hans signum. Detta krävde större kreativitet hos de som skulle bli den nya tidens problemlösare.
Under 1970-talet startade Anders Hallgren ett samarbete med veterinären Håkan Björklund och de utvecklade metoder för att indikera fysiska orsaker bakom hundars problembeteende. 1973 gavs de första delarna av bokserien Hunden i Fokus ut av Anders Hallgren, Ingrid Lingmark och Uno Lingmark i syfte att förändra hundträningen i Sverige. Sedan dess har analysmetoder, träningsmetoder och sätt att samarbeta kring hundproblem utvecklats både av Anders Hallgren och senare lärjungar.